# Asociación Nacional de Productores de Autobuses, Camiones y Tractocamiones
La Asociación Nacional de Productores de Autobuses, Camiones y Tractocamiones, AC es una institución mexicana no lucrativa que reúne y representa a empresas productoras de vehículos pesados de peso bruto vehicular igual o mayor a las 6.3 toneladas, de motores a diésel y otras instituciones relacionadas con el ramo. Fue fundada el 8 de diciembre de 1992. Actualmente, su Presidente Ejecutivo es Miguel Elizalde Lizarraga.

## Historia
Después de algunos meses de trabajo, el 8 de diciembre de 1992 queda legalmente constituida la sociedad, teniendo como testigo de honor a Jaime Serra Puche, entonces Secretario de Comercio y Fomento Industrial, y que después fue renombrada como Secretaría de Economía.
Las empresas asociadas son: Cummins, Detroit Diesel Allison de México, S. de R.L. de C.V., Dina, Freightliner-Daimler, Hino Motors, International Navistar de México, Isuzu, Kenworth, Mack Trucks, MAN, Mercedes-Benz Autobuses, Scania, Volkswagen de México, Volvo Buses

## Objetivo y funciones
La asociación tiene por objeto representar nacional e internacionalmente a sus miembros y sus intereses; de igual modo, es el representante oficial del gremio ante otras instituciones. Para su correcto funcionamiento puede ejecutar tareas de investigación con el fin de obtener diagnósticos y promover medidas que promuevan el desarrollo y fortaleza del sector. Además, en caso de algún diferendo entre las empresas que la forman, la asociación puede intervenir como árbitro para lograr un acuerdo.

## Organización
Existe una Asamblea General, integrada por los asociados, la cual es la autoridad suprema de la asociación y se reúne anualmente durante el primer trimestre de cada año.
Adicionalmente cuenta con un Consejo Directivo, encargado de la administración y que está integrado por los directores generales de las empresas asociadas, cada uno de ellos nombrará a un segundo consejero con el objeto de que cada empresa cuenta con 2 integrantes dentro del Consejo Directivo.
El Presidente Ejecutivo de la asociación no podrá desempeñarlo algún asociado, sus facultades serán como administrador general y representante oficial ante personas, autoridades y toda clase de instituciones, adicionalmente será el vocero oficial de la organización.

## Presidentes ejecutivos
- César Flores Esquivel (1992-1999)
- René Espinosa y Torres Estrada (1999-2001)
- Juan José Guerra Abud (2001-2009)[3]
- Carlos García Fernández (2009-2011)[4][5]
- Miguel Elizalde Lizarraga (2012-actualidad)[6]